# Elezioni regionali in Liguria del 2024
Le elezioni regionali in Liguria del 2024 si sono tenute domenica 27 e lunedì 28 ottobre per eleggere il Consiglio regionale e il Presidente della giunta regionale della Liguria. Sono state le quinte elezioni parte delle elezioni regionali in Italia del 2024 e le prime elezioni regionali anticipate di sempre nella regione.
Le elezioni sono state indette in anticipo rispetto alla naturale scadenza della legislatura regionale, prevista per il 2025, a causa delle dimissioni del Presidente uscente, Giovanni Toti, in seguito al suo coinvolgimento in un'inchiesta della Procura di Genova, con le accuse di corruzione per l'esercizio della funzione e corruzione per un atto contrario ai doveri d'ufficio.
Le elezioni sono state vinte da Marco Bucci, sostenuto dalla coalizione di centro-destra, con il 48,77% dei voti, davanti ad Andrea Orlando, candidato della coalizione fra centro-sinistra e Movimento 5 Stelle, con il 47,36% dei voti. Bucci è arrivato primo nelle provincie di Savona e Imperia, mentre Orlando ha prevalso in quelle di Genova e La Spezia., la lista più votata è stata quella del Partito Democratico.
Tra i due candidati si è registrato un distacco dell'1,41% dei voti, pari a circa 8.400 preferenze, il minore nella storia della regione da quando è in vigore la legge elettorale Tatarella, del 1995. Con il 45,97% di affluenza, sono state le elezioni con la più bassa partecipazione di sempre nella regione.

## Contesto

### Precedenti elezioni
Alle ultime elezioni regionali, svoltesi nel 2020, la coalizione di centro-destra, con il candidato presidente Giovanni Toti (Cambiamo!), aveva vinto con il 56,13% dei voti validi, davanti alla coalizione fra centro-sinistra e Movimento 5 Stelle, che esprimeva come candidato Ferruccio Sansa (Ind.) e aveva ottenuto il 38,90% dei voti, e a quella fra Italia Viva, Partito Socialista Italiano e +Europa, che aveva candidato Aristide Massardo (Ind.) e ottenuto il 2,42% dei voti.

### Procedimenti giudiziari di Giovanni Toti
Il 7 maggio 2024, il Presidente regionale, Giovanni Toti, è stato posto agli arresti domiciliari a causa del suo coinvolgimento in un'inchiesta della Procura di Genova, con le accuse di corruzione per l'esercizio della funzione e corruzione per atti contrari a doveri d'ufficio. Secondo la Procura (le cui indagini hanno coinvolto, fra gli altri, anche Matteo Cozzani, capo di gabinetto del Presidente, e l'imprenditore Aldo Spinelli), Toti avrebbe promesso favori o agevolato pratiche pendenti negli uffici della regione a diverse figure, in cambio di finanziamenti al proprio comitato elettorale.
In seguito al suo arresto, il Presidente è stato sospeso dalla propria carica, venendo sostituito, in base all'articolo 41 dello statuto della Regione Liguria, dal vicepresidente regionale, Alessandro Piana.
Il 18 luglio dello stesso anno, la misura cautelare degli arresti domiciliari per Toti è stata estesa anche all'accusa di finanziamento illecito, legata ai sospetti di coinvolgimento diretto della catena Esselunga e dell'emittente televisiva Primocanale nella trasmissione degli spot pubblicitari per la Lista Toti nella campagna per le elezioni comunali a Genova del 2022.
Il 26 luglio, Toti si è dimesso dal proprio incarico di Presidente della giunta regionale, comportando le dimissioni del resto della Giunta e lo scioglimento del Consiglio, come previsto dall'art. 126 della Costituzione.
Il 5 agosto, la GIP ha accolto la richiesta di giudizio immediato della Procura, fissando l'inizio del processo per Toti, Spinelli e Signorini per il 5 novembre dello stesso anno.
Il 13 settembre seguente, Toti ha trovato un accordo con la Procura per patteggiare le accuse di corruzione impropria e finanziamento illecito ai partiti, venendo sanzionato con una pena di due anni e un mese (commutata in 1500 ore di lavori socialmente utili), l'interdizione temporanea dai pubblici uffici, il divieto temporaneo di contrattare con le pubbliche amministrazioni e la confisca di 84 100 euro dal suo comitato elettorale.

## Data delle elezioni
Il 31 luglio 2024, a seguito delle dimissioni di Toti, il Presidente della giunta regionale facente funzioni, Alessandro Piana, d'intesa con la presidente della Corte d'appello di Genova, Elisabetta Vidali, ha indetto con un decreto le elezioni anticipate per il 27 ottobre (dalle ore 7 alle ore 23) e per il 28 ottobre 2024 (dalle ore 7 alle ore 15), anticipando così le elezioni inizialmente previste nel 2025.
| Data            | Evento |
| --------------- | --- |
| 7 maggio        | Giovanni Toti è posto agli arresti domiciliari dalla Procura di Genova, con le accuse di corruzione per l'esercizio della funzione e corruzione per atti contrari a doveri d'ufficio.                              |
| 26 luglio       | Giovanni Toti si dimette da Presidente della giunta regionale della Liguria. |
| 31 luglio       | Il Presidente della giunta regionale facente funzioni, Alessandro Piana, indice le elezioni per il 27–28 ottobre.                                                                                                  |
| 27–28 settembre | Inizio del divieto di affissione di manifesti elettorali al di fuori degli spazi destinati dai comuni. Presentazione delle liste provinciali e delle candidature alla carica di Presidente della giunta regionale. |
| 12 ottobre      | Inizio del divieto di rendere pubblici o diffondere i risultati di sondaggi demoscopici sugli orientamenti di voto degli elettori.                                                                                 |
| 27–28 ottobre   | Elezioni domenica dalle ore 7 alle ore 23 e lunedì dalle ore 7 alle ore 15. |

## Legge elettorale
La legge elettorale è stabilita dalla legge regionale statutaria nº 18 del 21 luglio 2020, entrata in vigore in vista delle elezioni regionali dello stesso anno. Il Consiglio regionale della Liguria è composto da 30 membri, più il Presidente regionale. La legge prevede un unico turno, e la scheda di voto prevede sia il voto diretto per il candidato presidente, sia il voto di lista, cioè la possibilità di esprimere una o due preferenze all'interno della lista prescelta, indicando il cognome dei candidati (o nome e cognome, in caso di omonimia). Nel caso in cui si esprimano due preferenze, queste devono essere di genere diverso (per un uomo e per una donna, o viceversa); in caso contrario, la seconda preferenza viene annullata, e resta valida solo la prima. Il voto esclusivo per una lista collegata a un candidato presidente si intende espresso anche a favore di tale candidato. È possibile, inoltre, votare per una lista e per un candidato presidente non collegati fra loro ("voto disgiunto", art. 7).
È eletto Presidente della Regione il candidato che ottiene la maggioranza, anche solo relativa, dei voti validi; viene inoltre riservato un seggio al candidato presidente non eletto classificatosi al secondo posto (art. 8, comma 2). Alle liste collegate al presidente eletto viene eventualmente assegnato un premio di maggioranza, che garantisce alla coalizione un minimo di 17 seggi, nel caso in cui siano stati eletti 11 consiglieri, e un massimo di 19 seggi, in caso di elezione di 18 consiglieri (art. 8, comma 3). La legge prevede anche una soglia di sbarramento del 3% per ciascuna lista, che però non viene applicata alle liste a sostegno di un candidato presidente che ha ottenuto almeno il 5% dei voti.

### Circoscrizioni elettorali

Mappa delle circoscrizioni elettorali al momento delle elezioni

Il territorio della Regione Liguria è ripartito in circoscrizioni elettorali corrispondenti alle rispettive province. Il Consiglio regionale della Liguria è composto da 30 membri, oltre al Presidente della Giunta. Ai sensi dell'articolo 3, comma 1, della legge elettorale, quattro quinti dei consiglieri regionali, pari a 24 su 30 seggi, sono eletti con sistema proporzionale, sulla base di liste provinciali; i restanti sei seggi, invece, vengono assegnati con un sistema maggioritario ai gruppi di liste a supporto del Presidente eletto, o alle liste non associate in caso di raggiungimento della maggioranza assoluta. La ripartizione dei seggi tra le circoscrizioni è effettuata dividendo il numero degli abitanti della regione per il numero dei seggi da ripartire all'interno delle circoscrizioni provinciali, assegnando i seggi in proporzione alla popolazione di ogni circoscrizione, sulla base dei quozienti interi e dei più alti resti. La popolazione è determinata in base ai risultati dell'ultimo censimento generale, sostituito, a partire dal 2018, con il censimento permanente della popolazione.
Con decreto del Presidente della giunta regionale del 31 luglio 2024, n.5127, è stata determinata l'assegnazione di 24 dei 31 seggi per le singole circoscrizioni. I restanti seggi sono stati assegnati a seguito delle elezioni.
| Circoscrizioni | Popolazione al 31 dicembre 2021 | Quoziente regionale: 62 884 | Quoziente regionale: 62 884 | Seggi assegnati |
| Circoscrizioni | Popolazione al 31 dicembre 2021 | Quozienti interi            | Resti                       | Seggi assegnati |
| --- | ------------------------------- | --------------------------- | --------------------------- | --------------- |
| Genova | 817 402                         | 12                          | 62 794*                     | 13              |
| Imperia | 208 670                         | 3                           | 20 018                      | 3               |
| La Spezia | 215 117                         | 3                           | 26 465*                     | 4               |
| Savona | 268 038                         | 4                           | 16 502                      | 4               |
| Liguria | 1 509 227                       | 22                          | 125 779                     | 24              |
| *Sono contraddistinti da un asterisco i resti più alti che hanno comportato l'assegnazione di un ulteriore seggio alla circoscrizione. |                                 |                             |                             |                 |

### Modalità di voto
Gli elettori residenti nel territorio regionale, ma affetti da gravi infermità tali da impedire loro di recarsi al seggio, possono votare a domicilio, facendo richiesta al sindaco del proprio comune di residenza, inviando una copia della propria tessera elettorale e un certificato medico della propria ASL di riferimento. Gli elettori con difficoltà motorie (non vedenti, amputati delle mani, o affetti da paralisi o da altro impedimento di analoga gravità) hanno diritto all'assistenza di un accompagnatore di fiducia per esprimere il proprio voto. I degenti in ospedali e case di cura possono votare nel luogo di ricovero se iscritti nelle liste elettorali di uno dei comuni della Regione ove è ubicata la struttura in cui si trovano, presentando una richiesta ufficiale al sindaco del proprio comune di residenza. Sono state previste agevolazioni economiche sulle reti di trasporto ferroviario (Trenitalia, Italo e Trenord), aereo (ITA Airways) e marittimo (CIN), nonché sulla rete autostradale (AISCAT e Anas), per gli elettori residenti in un'altra regione o all'estero, previa presentazione del proprio documento di riconoscimento e della propria tessera elettorale.
Il 7 settembre 2024, il Comune di Genova ha annunciato lo spostamento temporaneo delle sedi di tre seggi elettorali, situati nei municipi V (Valpolcevera), VIII (Medio-Levante) e VII (Ponente); nei primi due casi, il trasferimento è stato motivato dai lavori di manutenzione straordinaria sugli edifici scolastici finanziati attraverso il PNRR, mentre nell'ultimo caso lo spostamento è stato richiesto direttamente dal Consiglio municipale.

## Candidati presidente e liste

### Coalizione di centro-destra
In seguito alle trattative interne alla coalizione di centro-destra, l'11 settembre 2024 Fratelli d'Italia, Forza Italia, Lega e Noi moderati hanno ufficializzato la candidatura congiunta di Marco Bucci, in quel momento sindaco di Genova, che in un primo momento aveva rifiutato la proposta, per poi cambiare idea. Bucci è stato sostenuto da sette liste: FdI, FI, Lega, UdC, AP e le liste civiche Vince Liguria e Orgoglio Liguria. Inoltre, ha ricevuto il sostegno di Nuovo PSI, Liberali Democratici Europei e Orizzonti Liberali.
In base agli annunci pubblici dei partiti e alle informazioni riportate da alcuni media, le figure precedentemente proposte per la candidatura erano Carlo Bagnasco (ex sindaco di Rapallo e coordinatore regionale di Forza Italia), Alessandro e Alessio Piana (rispettivamente, il vice-presidente regionale e l'assessore regionale allo sviluppo economico uscenti, entrambi dalla Lega), Ilaria Cavo (deputata ed ex assessora regionale), Pietro Piciocchi (in quel momento vicesindaco di Genova), e Marco Scajola (nipote di Claudio Scajola, sindaco di Imperia ed ex deputato). Edoardo Rixi, in quel momento viceministro delle infrastrutture e dei trasporti nel governo Meloni, era stato a sua volta indicato come candidato papabile; tuttavia, in seguito alla nomina di Bucci, ha annunciato la propria volontà di candidarsi come capolista della Lega nelle stesse elezioni.

### Coalizione tra centro-sinistra e M5S
In seguito alle trattative interne alla coalizione di centro-sinistra, centro e Movimento 5 Stelle, il 1º settembre 2024 Partito Democratico, M5S, Alleanza Verdi e Sinistra e Azione hanno annunciato la candidatura congiunta di Andrea Orlando, deputato ed ex ministro nei governi Letta, Renzi, Gentiloni e Draghi. Orlando è stato sostenuto da sei liste: PD, M5S, AVS, Patto Civico Riformista e le liste civiche Orlando Presidente e Liguri a Testa Alta. Inoltre, ha ricevuto il sostegno di Volt.
Inizialmente, Orlando avrebbe dovuto ricevere il sostegno di un'ulteriore lista, Riformisti Uniti per la Liguria, comprendente candidati di Italia Viva, +Europa e PSI, oltre a un ex membro di Azione. Tuttavia, in seguito a disaccordi fra alcuni dei partiti della coalizione (dovuti anche al precedente sostegno di IV alla maggioranza della giunta comunale di centro-destra a Genova), il 27 settembre 2024 è stato annunciato che Italia Viva avrebbe rinunciato a partecipare alle elezioni, dando libertà di voto ai propri elettori. Di conseguenza, la lista sopracitata non è stata presentata alla Corte d'appello di Genova, in quanto la mancata conferma di apparentamento non aveva consentito di ottenere un'esenzione dalla raccolta del numero minimo di firme. Il 28 settembre, anche +Europa ha annunciato che non avrebbe presentato candidati alle elezioni.
Secondo alcune ricostruzioni, Orlando aveva rinunciato alla candidatura alle elezioni europee del giugno precedente, in cui gli era stato offerto il ruolo di capolista della circoscrizione Nord-Ovest, proprio al fine di concentrarsi sulle elezioni regionali. Il Movimento 5 Stelle aveva inizialmente indicato la candidatura di Luca Pirondini, senatore ed ex consigliere comunale, che tuttavia aveva ritirato la propria disponibilità il 1º settembre seguente, al fine di sostenere Orlando.

### Uniti per la Costituzione
Il 22 agosto 2024, Uniti per la Costituzione ha annunciato la candidatura di Nicola Morra, ex senatore del Movimento 5 Stelle, nonché ex presidente della Commissione parlamentare antimafia, all'incarico di Presidente regionale.

### Democrazia Sovrana Popolare
Il 30 agosto 2024, Democrazia Sovrana Popolare ha annunciato la candidatura di Francesco Toscano al ruolo di Presidente regionale.

### Per l'Alternativa (PaP, PCI, Rifondazione)
Il 29 agosto 2024, il Partito Comunista Italiano e Potere al Popolo!, hanno annunciato la volontà di presentare un candidato congiunto alle elezioni regionali. Lo stesso giorno, anche Rifondazione Comunista ha annunciato il proprio interesse a creare una lista per suddette elezioni. Il 10 settembre seguente, PaP, PCI e PRC hanno confermato la candidatura dell'agricoltore e ambientalista Nicola Rollando, sostenuto dalla lista unica di sinistra radicale "Per l'Alternativa", all'incarico di Presidente regionale.

### Partito Popolare del Nord
Il 6 agosto 2024, l'ex dirigente della Lega Nord e ministro Roberto Castelli ha annunciato la volontà da parte del Partito Popolare del Nord, da lui fondato, di presentare un candidato alle elezioni regionali. Il 12 settembre seguente, è stata quindi annunciata la candidatura di Maria Antonietta Cella, già sindaca di Santo Stefano d’Aveto.

### Indipendenza!
Il 22 agosto 2024, il segretario nazionale del partito di destra sociale Indipendenza!, Gianni Alemanno, ha annunciato la volontà di presentare un proprio candidato alle elezioni regionali. Il 15 settembre seguente, è stata quindi confermata la candidatura di Alessandro Rosson, avvocato ed ex consigliere comunale della Lega a La Spezia.

### Forza del Popolo
Il movimento Forza del Popolo ha annunciato la candidatura dell'avvocato Davide Felice come Presidente regionale.

### Partito Comunista dei Lavoratori
Il Partito Comunista dei Lavoratori ha annunciato la candidatura di Marco Ferrando come Presidente regionale.

### Candidature non ammesse
Il 9 settembre 2024, Forza Nuova ha annunciato la candidatura di Angelo Riccobaldi al ruolo di Presidente regionale. Tuttavia, in seguito alle verifiche dell'Ufficio centrale regionale della Corte d'Appello di Genova e degli uffici circoscrizionali, Riccobaldi e la sua lista non sono stati ammessi alle elezioni.
In precedenza, il segretario nazionale del partito neofascista, Roberto Fiore, aveva invitato pubblicamente il militare ed europarlamentare Roberto Vannacci a candidarsi come Presidente regionale; tuttavia, Vannacci e l'ex senatore Umberto Fusco avevano poi espresso la volontà di creare un movimento autonomo.

## Campagna elettorale
I principali temi che secondo i sondaggi sono importanti per gli elettori sono la sanità, i trasporti e l’occupazione.

### Programmi elettorali
Il programma della coalizione tra centro-sinistra e M5S a sostegno di Andrea Orlando è denominato Tutta la Liguria a testa alta.
Il programma della coalizione di centro-destra a sostegno di Marco Bucci è denominato Al lavoro per la Liguria.

### Dibattiti
| Data                                                     | Luogo                                                    | Organizzatori                                            | Link                                                     | Partecipanti | Partecipanti   | Partecipanti | Partecipanti      | Partecipanti    | Partecipanti           | Partecipanti      | Partecipanti  | Partecipanti   | Fonti  |
| P Presente A Assente invitato NI Non invitato I Invitato | P Presente A Assente invitato NI Non invitato I Invitato | P Presente A Assente invitato NI Non invitato I Invitato | P Presente A Assente invitato NI Non invitato I Invitato | Marco Bucci  | Andrea Orlando | Nicola Morra | Francesco Toscano | Nicola Rollando | Maria Antonietta Cella | Alessandro Rosson | Davide Felice | Marco Ferrando | Fonti  |
| -------------------------------------------------------- | -------------------------------------------------------- | -------------------------------------------------------- | -------------------------------------------------------- | ------------ | -------------- | ------------ | ----------------- | --------------- | ---------------------- | ----------------- | ------------- | -------------- | ------ |
| 7 ottobre 2024                                           | Acquario di Genova                                       | Genova24 IVG                                             | Video                                                    | P            | P              | P            | A                 | P               | P                      | P                 | A             | P              | [ 82 ] |
| 14 ottobre 2024                                          | Sala Quadrivium, Genova                                  | Curia dell'Arcidiocesi di Genova                         | Video                                                    | P            | P              | P            | P                 | P               | P                      | P                 | P             | A              | [ 83 ] |
| 15 ottobre 2024                                          | Palazzo Interiano Pallavicino, Genova                    | Telenord                                                 | Video                                                    | P            | P              | P            | P                 | P               | P                      | P                 | P             | P              | [ 84 ] |
| 22 ottobre 2024                                          | Palazzo Ducale, Genova                                   | Il Secolo XIX                                            | Video                                                    | P            | P              | P            | P                 | P               | P                      | P                 | P             | P              | [ 85 ] |
| 24 ottobre 2024                                          | Sede regionale RAI Liguria, Genova                       | TGR Liguria                                              | Video                                                    | P            | P              | P            | P                 | P               | P                      | P                 | P             | P              | [ 86 ] |

## Sondaggi

### Candidati presidente
Exit poll
  Instant poll
| Data                        | Istituto                | Committente             | Campione                | Margine di errore       | Bucci | Orlando   | Orlando   | Orlando   | Morra | Toscano | Rollando | Cella | Rosson | Felice | Ferrando | Distacco |
| Data                        | Istituto                | Committente             | Campione                | Margine di errore       | CDX   | CSX       | M5S       | C         | Morra | Toscano | Rollando | Cella | Rosson | Felice | Ferrando | Distacco |
| --------------------------- | ----------------------- | ----------------------- | ----------------------- | ----------------------- | ----- | --------- | --------- | --------- | ----- | ------- | -------- | ----- | ------ | ------ | -------- | -------- |
| 28 ottobre 2024             | Consorzio Opinio        | Rai                     | –                       | –                       | 47–51 | 45,5–49,5 | 45,5–49,5 | 45,5–49,5 | 0–2   | 3       | 3        | 3     | 3      | 3      | 3        | 1,5      |
| 28 ottobre 2024             | SWG                     | La 7                    | –                       | –                       | 46–50 | 45–49     | 45–49     | 45–49     | 4–6   | 4–6     | 4–6      | 4–6   | 4–6    | 4–6    | 4–6      | 1        |
| 8-10 ottobre 2024           | Ipsos                   | Corriere della Sera     | 800                     | ±3,5                    | 49,0  | 46,0      | 46,0      | 46,0      | 0,8   | 1,1     | 1        | 0,4   | 0,6    | 0,3    | 0,8      | 3,0      |
| 7-8 ottobre 2024            | Tecnè                   | Primocanale             | 1003                    | ±3,1                    | 47,0  | 47,0      | 47,0      | 47,0      | 2,5   | 0,5     | 1        | 0,5   | 0,5    | 0,5    | 0,5      | –        |
| 30 settembre-3 ottobre 2024 | BiDiMedia               | GenovaToday             | 1000                    | ±3,2                    | 47,5  | 47,0      | 47,0      | 47,0      | 2,0   | 3,5     | 3,5      | 3,5   | 3,5    | 3,5    | 3,5      | 0,5      |
| 14 settembre 2024           | Tecnè                   | Primocanale             | 998                     | ±3,1                    | 47,0  | 50,0      | 50,0      | 50,0      | 3,0   | –       | –        | –     | –      | –      | –        | 3,0      |
| 20-21 settembre 2020        | Elezioni regionali 2020 | Elezioni regionali 2020 | Elezioni regionali 2020 | Elezioni regionali 2020 | 56,13 | 38,90     | 38,90     | 2,42      | –     | –       | –        | –     | –      | –      | –        | 17,23    |

### Liste elettorali
| Data                        | Istituto  | Committente         | Campione | Margine di errore | CDX  | CDX  | CDX | CDX  | CDX | CDX | CDX | CSX - M5S - C | CSX - M5S - C | CSX - M5S - C | CSX - M5S - C | CSX - M5S - C | CSX - M5S - C | UpC | DSP | PA (PaP, PCI, RC) | PPN | I   | FDP | PCL | Distacco |
| Data                        | Istituto  | Committente         | Campione | Margine di errore | FdI  | FI   | LSP | VL   | OL  | UdC | AP  | PD            | M5S           | AVS           | AOP           | LTA           | PCR           | UpC | DSP | PA (PaP, PCI, RC) | PPN | I   | FDP | PCL | Distacco |
| --------------------------- | --------- | ------------------- | -------- | ----------------- | ---- | ---- | --- | ---- | --- | --- | --- | ------------- | ------------- | ------------- | ------------- | ------------- | ------------- | --- | --- | ----------------- | --- | --- | --- | --- | -------- |
| 8-10 ottobre 2024           | Ipsos     | Corriere della Sera | 800      | ±3,5              | 20,0 | 9,0  | 7,0 | 6,4  | 3,5 | 1,0 | 0,9 | 24,0          | 7,8           | 6,3           | 4,9           | 2,4           | 2,4           | 4,4 | 4,4 | 4,4               | 4,4 | 4,4 | 4,4 | 4,4 | 4,0      |
| 7-8 ottobre 2024            | Tecnè     | Primocanale         | 1003     | ±3,1              | 21,5 | 10,0 | 5,5 | 7,0  | 1,5 | 1,0 | 0,5 | 27,0          | 7,0           | 5,0           | 5,0           | 1,0           | 2,0           | 2,5 | 0,5 | 1,0               | 0,5 | 0,5 | 0,5 | 0,5 | 5,5      |
| 30 settembre-3 ottobre 2024 | BiDiMedia | GenovaToday         | 1000     | ±3,2              | 20,2 | 5,7  | 8,0 | 10,4 | 2,2 | 0,6 | 0,4 | 25,9          | 7,0           | 7,1           | 4,0           | 1,0           | 2,2           | 1,8 | 3,5 | 3,5               | 3,5 | 3,5 | 3,5 | 3,5 | 5,7      |
| 7 settembre 2024            | Tecnè     | Primocanale         | 606      | ±4,0              | 25,0 | 9,0  | 6,0 | 4,0  | 1,0 | –   | –   | 27,0          | 8,0           | 5,0           | 8,0           | 8,0           | 2,0           | 1,0 | –   | –                 | –   | –   | –   | –   | 2,0      |

## Affluenza
Il corpo elettorale per le elezioni del 27 e del 28 ottobre 2024 era di 1 348 601 elettori, di cui: 653 064 residenti nella Città metropolitana di Genova, 161 132 nella Provincia di Imperia, 170 806 nella Provincia della Spezia, 216 985 nella Provincia di Savona e 146 614 residenti all'estero.
La riduzione dell'affluenza nella Provincia di Savona è stata causata anche dagli effetti delle alluvioni che avevano colpito l'entroterra, e in particolare la Val Bormida, nella notte fra il 26 il 27 ottobre.
| Circoscrizioni | Affluenza | Affluenza | Affluenza | Affluenza | Elezioni 2020 | Variazione |
| Circoscrizioni | Domenica  | Domenica  | Domenica  | Lunedì    | Elezioni 2020 | Variazione |
| Circoscrizioni | 12:00     | 19:00     | 23:00     | 15:00     | Elezioni 2020 | Variazione |
| -------------- | --------- | --------- | --------- | --------- | ------------- | ---------- |
| Genova         | 14,24%    | 32,86%    | 37,33%    | 48,30%    | 53,48%        | 5,18%      |
| Imperia        | 10,31%    | 24,22%    | 27,15%    | 38,11%    | 50,20%        | 12,09%     |
| La Spezia      | 11,94%    | 30,87%    | 35,54%    | 47,23%    | 54,16%        | 6,93%      |
| Savona         | 12,23%    | 27,99%    | 31,55%    | 43,76%    | 55,10%        | 11,34%     |
| Liguria        | 13,03%    | 30,54%    | 34,67%    | 45,97%    | 53,42%        | 7,45%      |

## Risultati
| Risultato per coalizione Risultato per partito                  |                                                                 |                                                                 |       |                                                                      |         |       |       |  |  |
| Candidati                                                       | Candidati                                                       | Voti                                                            | %     | Liste                                                                | Voti    | %     | Seggi |  |  |
|                                                                 | Marco Bucci ✔️ Presidente                                       | 291 093                                                         | 48,77 | Fratelli d'Italia                                                    | 84 816  | 15,08 | 5     |  |  |
| Vince Liguria - Bucci Presidente                                | Marco Bucci ✔️ Presidente                                       | 291 093                                                         | 48,77 | 53 208                                                               | 9,46    | 3     |       |  |  |
| Lega per Salvini Premier                                        | Marco Bucci ✔️ Presidente                                       | 291 093                                                         | 48,77 | 47 652                                                               | 8,47    | 3     |       |  |  |
| Forza Italia                                                    | Marco Bucci ✔️ Presidente                                       | 291 093                                                         | 48,77 | 44 849                                                               | 7,98    | 3     |       |  |  |
| Orgoglio Liguria                                                | Marco Bucci ✔️ Presidente                                       | 291 093                                                         | 48,77 | 32 061                                                               | 5,70    | 3     |       |  |  |
| Unione di Centro                                                | Marco Bucci ✔️ Presidente                                       | 291 093                                                         | 48,77 | 7 294                                                                | 1,30    | –     |       |  |  |
| Alternativa Popolare                                            | Marco Bucci ✔️ Presidente                                       | 291 093                                                         | 48,77 | 1 929                                                                | 0,34    | –     |       |  |  |
| Seggio del presidente                                           | Seggio del presidente                                           | Seggio del presidente                                           | 48,77 | 1                                                                    |         |       |       |  |  |
| Totale liste                                                    | Marco Bucci ✔️ Presidente                                       | 291 093                                                         | 48,77 | 271 809                                                              | 48,34   | 18    |       |  |  |
|                                                                 | Andrea Orlando                                                  | 282 669                                                         | 47,36 | Partito Democratico                                                  | 160 063 | 28,47 | 8     |  |  |
| Alleanza Verdi e Sinistra - Lista Sansa - Possibile             | Andrea Orlando                                                  | 282 669                                                         | 47,36 | 34 716                                                               | 6,17    | 2     |       |  |  |
| Orlando Presidente                                              | Andrea Orlando                                                  | 282 669                                                         | 47,36 | 29 808                                                               | 5,30    | 1     |       |  |  |
| Movimento 5 Stelle                                              | Andrea Orlando                                                  | 282 669                                                         | 47,36 | 25 659                                                               | 4,56    | 1     |       |  |  |
| Patto Civico e Riformista per Orlando                           | Andrea Orlando                                                  | 282 669                                                         | 47,36 | 9 813                                                                | 1,75    | –     |       |  |  |
| Liguri a Testa Alta                                             | Andrea Orlando                                                  | 282 669                                                         | 47,36 | 9 127                                                                | 1,62    | –     |       |  |  |
| Seggio assegnato al candidato presidente classificatosi secondo | Seggio assegnato al candidato presidente classificatosi secondo | Seggio assegnato al candidato presidente classificatosi secondo | 47,36 | 1                                                                    |         |       |       |  |  |
| Totale liste                                                    | Andrea Orlando                                                  | 282 669                                                         | 47,36 | 269 186                                                              | 47,87   | 13    |       |  |  |
|                                                                 | Nicola Morra                                                    | 5 223                                                           | 0,88  | Uniti per la Costituzione                                            | 4 922   | 0,88  | –     |  |  |
|                                                                 | Nicola Rollando                                                 | 5 079                                                           | 0,85  | Per l'Alternativa - Potere al Popolo! - PCI - Rifondazione Comunista | 4 920   | 0,87  | –     |  |  |
|                                                                 | Francesco Toscano                                               | 5 071                                                           | 0,85  | Democrazia Sovrana Popolare                                          | 4 709   | 0,84  | –     |  |  |
|                                                                 | Marco Ferrando                                                  | 2 099                                                           | 0,35  | Partito Comunista dei Lavoratori                                     | 1 813   | 0,32  | –     |  |  |
|                                                                 | Maria Antonietta Cella                                          | 2 076                                                           | 0,35  | Partito Popolare del Nord                                            | 1 674   | 0,30  | –     |  |  |
|                                                                 | Davide Felice                                                   | 1 855                                                           | 0,31  | Forza del Popolo                                                     | 1 696   | 0,30  | –     |  |  |
|                                                                 | Alessandro Rosson                                               | 1 668                                                           | 0,28  | Indipendenza! Alemanno per Rosson                                    | 1 570   | 0,28  | –     |  |  |
| Totale                                                          | Totale                                                          | 596 833                                                         | 100   |                                                                      | 562 299 | 100   | 31    |  |  |
|                                                                 |                                                                 |                                                                 |       |                                                                      |         |       |       |  |  |
| Schede bianche                                                  | Schede bianche                                                  | 4 312                                                           | 0,70  |                                                                      |         |       |       |  |  |
| Schede nulle                                                    | Schede nulle                                                    | 15 465                                                          | 2,51  |                                                                      |         |       |       |  |  |
| Votanti                                                         | Votanti                                                         | 616 748                                                         | 45,97 |                                                                      |         |       |       |  |  |
| Elettori                                                        | Elettori                                                        | 1 341 693                                                       |       |                                                                      |         |       |       |  |  |
|                                                                 |                                                                 |                                                                 |       |                                                                      |         |       |       |  |  |
| Fonte: Ministero dell'interno                                   |                                                                 |                                                                 |       |                                                                      |         |       |       |  |  |

1. ↑  Lista assente nelle circoscrizioni di Imperia e La Spezia.
2. ↑  Lista assente nella circoscrizione di Savona.

## Consiglieri eletti

Consiglieri regionali per coalizione

Consiglieri regionali per lista

Di seguito sono riportati i 29 consiglieri eletti nelle liste, elencati per circoscrizione. A questi si aggiungono il presidente eletto, Marco Bucci (Indipendente) e il primo dei candidati presidente non eletti, Andrea Orlando (del Partito Democratico), che in quanto tale ha ottenuto un seggio da consigliere. L'elenco tiene nota dei candidati eletti prima dell'ufficializzazione della giunta regionale: i consiglieri nominati nella giunta sono poi stati sostituiti dai candidati non eletti, secondo gli scorrimenti dei listini di preferenze.
| Consigliere        | Consigliere                 | Lista                                             | Preferenze                                        | Circoscrizione                                    |
| ------------------ | --------------------------- | ------------------------------------------------- | ------------------------------------------------- | ------------------------------------------------- |
|                    | Marco Bucci                 | Eletto presidente della Giunta regionale          | Eletto presidente della Giunta regionale          | Eletto presidente della Giunta regionale          |
|                    | Stefano Balleari            | Fratelli d'Italia                                 | 3.656                                             | Genova                                            |
| Simona Ferro       | 3.212                       | Fratelli d'Italia                                 |                                                   | Genova                                            |
| Luca Lombardi      | 3.093                       | Fratelli d'Italia                                 | Imperia                                           |                                                   |
| Gianmarco Medusei  | 2.758                       | Fratelli d'Italia                                 | La Spezia                                         |                                                   |
| Rocco Invernizzi   | 1.493                       | Fratelli d'Italia                                 | Savona                                            |                                                   |
|                    | Federico Bogliolo           | Vince Liguria - Bucci Presidente                  | 2.070                                             | Genova                                            |
| Matteo Campora     | 1.933                       | Vince Liguria - Bucci Presidente                  |                                                   | Genova                                            |
| Alessandro Bozzano | 1.889                       | Vince Liguria - Bucci Presidente                  | Savona                                            |                                                   |
|                    | Alessio Piana               | Lega Liguria                                      | 2.767                                             | Genova                                            |
| Alessandro Piana   | 3.505                       | Lega Liguria                                      | Imperia                                           |                                                   |
| Sara Foscolo       | 2.187                       | Lega Liguria                                      | Savona                                            |                                                   |
|                    | Carlo Bagnasco              | Forza Italia                                      | 4.745                                             | Genova                                            |
| Marco Scajola      | 6.308                       | Forza Italia                                      | Imperia                                           |                                                   |
| Angelo Vaccarezza  | 2.325                       | Forza Italia                                      | Savona                                            |                                                   |
|                    | Giovanni Boitano            | Orgoglio Liguria                                  | 1.710                                             | Genova                                            |
| Walter Sorriento   | 441                         | Orgoglio Liguria                                  | Imperia                                           |                                                   |
| Marco Frascatore   | 568                         | Orgoglio Liguria                                  | La Spezia                                         |                                                   |
|                    |                             |                                                   |                                                   |                                                   |
|                    | Andrea Orlando              | Eletto come candidato presidente arrivato secondo | Eletto come candidato presidente arrivato secondo | Eletto come candidato presidente arrivato secondo |
|                    | Armando Sanna               | Partito Democratico                               | 8.041                                             | Genova                                            |
| Katia Piccardo     | 7.641                       | Partito Democratico                               |                                                   | Genova                                            |
| Federico Romeo     | 6.181                       | Partito Democratico                               |                                                   | Genova                                            |
| Simone D'Angelo    | 4.124                       | Partito Democratico                               |                                                   | Genova                                            |
| Enrico Ioculano    | 4.508                       | Partito Democratico                               | Imperia                                           |                                                   |
| Davide Natale      | 5.067                       | Partito Democratico                               | La Spezia                                         |                                                   |
| Carola Baruzzo     | 3.581                       | Partito Democratico                               | La Spezia                                         |                                                   |
| Roberto Arboscello | 6.035                       | Partito Democratico                               | Savona                                            |                                                   |
|                    | Selena Candia               | Alleanza Verdi e Sinistra                         | 4.141                                             | Genova                                            |
| Jan Casella        | 1.931                       | Alleanza Verdi e Sinistra                         | Savona                                            |                                                   |
|                    | Giovanni Battista Pastorino | Lista Andrea Orlando Presidente                   | 3.277                                             | Genova                                            |
|                    | Stefano Giordano            | Movimento 5 Stelle                                | 1.497                                             | Genova                                            |

1. ↑  Sostituita da Lilli Lauro in seguito alla sua nomina come assessora.
2. ↑  Sostituito da Veronica Russo in seguito alla sua nomina come assessore.
3. ↑  Sostituito da Armando Biasi in seguito alla sua nomina come assessore.
4. ↑  Sostituito da Chiara Cerri in seguito alla sua nomina come assessore.

### Annotazioni
1. 1 2  Lista legata al candidato presidente, che include membri di Avanti Liguria - Noi Moderati e delle liste civiche Vince Genova, Toti per Bucci, La Spezia Civica e Avanti Chiavari.[34]
2. 1 2  Lista legata al candidato presidente, che include ex membri di Azione, Italia Viva e della Lista Toti, oltreché membri di Progresso Ligure e Genova Domani.[34]
3. ↑  Include candidati di Lista Sansa e Possibile.[46]
4. 1 2  Include Azione, Alleanza Civica Liguria, PRI, Repubblicani Europei e Popolari Europeisti Riformatori.[47]
5. 1 2  Lista legata al candidato presidente, che include Linea Condivisa.[48]
6. 1 2  Lista legata al candidato presidente, che include ex membri del M5S e di Italia Viva

1. 1 2  Campione proporzionale della popolazione maggiorenne residente in Liguria secondo quote di genere, età, livello di scolarità, condizione occupazionale, provincia di residenza e classe di ampiezza del comune di residenza. Indecisi/Astenuti: 52% del campione. Metodologia: CATI, CAMI, CAWI.
2. 1 2  Campione costituito da elettori maggiorenni residenti in Liguria articolato per sesso, età, area geografica, ampiezza centri e ponderazione sociodemografico e politico. Indecisi/Astenuti: 48% del campione. Metodologia: CATI, CAWI.
3. 1 2  Campione costituito da elettori maggiorenni residenti in Liguria e disaggregati per provincia di residenza, genere, istruzione, età, condizione lavorativa ed ampiezza del comune di residenza, ponderato per voto pregresso. Contatti totali: 1666. Affluenza stimata: 47-53% del campione. Indecisi: 23% del campione. Metodologia: CAWI.
4. ↑  Campione costituito da elettori maggiorenni residenti in Liguria e disaggregati per genere, età ed area di residenza. Contatti totali: 6726. Indecisi e astenuti: 46% del campione. Metodologia: CATi, CAWI.
5. ↑  Campione costituito da elettori maggiorenni residenti in Liguria e disaggregati per genere, età ed area di residenza. Contatti totali: 4151. Astenuti e indecisi: 48%.
6. ↑  Percentuale ottenuta considerando la voce "Liste civiche".
7. ↑  Percentuale ottenuta considerando il dato di Azione.

### Fonti
1. 1 2 3 4   Decreto del Presidente della Giunta Regionale 31/07/2024 n. 5127 - Elezione del Presidente della Giunta regionale e del Consiglio regionale - Assemblea legislativa della Liguria Indizione dei comizi elettorali (art. 1 comma 1 – Legge Regionale 21 luglio 2020, n. 18) (PDF), su Bollettino Ufficiale della Regione Liguria, 14 agosto 2024. URL consultato il 21 agosto 2024.
2. 1 2   Regione Liguria, al voto il 27 e 28 ottobre. Intesa sulla data delle elezioni fra il presidente facente funzione Alessandro Piana e la presidente della Corte d'Appello di Genova Elisabetta Vidali, su regione.liguria.it, Regione Liguria, 31 luglio 2024. URL consultato il 7 agosto 2024.
3. 1 2 3   Giovanni Toti si è dimesso da presidente della Liguria, su editorialedomani.it, Domani, 26 luglio 2024. URL consultato il 7 agosto 2024.
4. 1 2 3   "Dimissioni irrevocabili": la lettera di Toti consegnata da Giampedrone, su rainews.it, TGR Liguria, 26 luglio 2024. URL consultato il 7 agosto 2024.
5. 1 2 3   I risultati delle elezioni in Liguria, in quattro grafici e due mappe, su Pagella Politica, 29 ottobre 2024. URL consultato il 29 ottobre 2024.
6. 1 2   Un po' di dati interessanti sulle elezioni regionali in Liguria, su Il Post, 29 ottobre 2024. URL consultato il 29 ottobre 2024.
7. 1 2 3 4 5 6 7   Lorenzo Ruffino, Il centrosinistra in Liguria vuole tornare a vincere dopo quasi dieci anni di Toti, su Pagella Politica, 25 ottobre 2024. URL consultato il 25 ottobre 2024.
8. ↑   In Liguria ha vinto Giovanni Toti, su Il Post, 21 settembre 2020. URL consultato l'8 agosto 2024.
9. ↑   Giuseppe Filetto, Marco Lignana e Marco Preve, Corruzione, arrestati il presidente della Regione Liguria Giovanni Toti, l'ad di Iren Paolo Emilio Signorini e l'imprenditore del porto Aldo Spinelli, su genova.repubblica.it, la Repubblica, 7 maggio 2024. URL consultato il 7 agosto 2024.
10. 1 2 3   Di cosa è accusato il presidente della Liguria Giovanni Toti, in Il Post, 7 maggio 2024. URL consultato il 7 maggio 2024.
11. ↑   Chi sono gli altri indagati nell'inchiesta di Genova, oltre a Giovanni Toti, su Il Post, 7 maggio 2024. URL consultato il 7 maggio 2024.
12. ↑   Sara Monaci, Ivan Cimmarusti, Inchiesta Liguria, le figure chiave e i nodi irrisolti su tangenti e finanziamenti. Caccia alla «talpa», su ilsole24ore.com, Il Sole 24 Ore, 15 maggio 2024. URL consultato il 7 agosto 2024.
13. ↑   Andrea Fassione, Arresto di Toti: l'imperiese Alessandro Piana, vicepresidente, sarà facente funzioni, su ilsecoloxix.it, Il Secolo XIX, 7 maggio 2024. URL consultato il 7 agosto 2024.
14. ↑   Nuova misura cautelare per Giovanni Toti: ai domiciliari per finanziamento illecito, su rainews.it, TGR Liguria, 18 luglio 2024. URL consultato il 7 agosto 2024.
15. ↑   Marco Fagandini e Tommaso Fregatti, Toti, domiciliari bis. Spot in cambio di favori, la giudice: “Ha svenduto la carica”, su ilsecoloxix.it, Il Secolo XIX, 18 luglio 2024. URL consultato il 7 agosto 2024.
16. ↑   I lavori del Consiglio regionale di martedì 30 luglio, su regione.liguria.it, Regione Liguria, 30 luglio 2024. URL consultato il 7 agosto 2024.
17. ↑   Toti, il processo inizierà il 5 novembre 2024, su ANSA, 5 agosto 2024. URL consultato il 5 agosto 2024.
18. ↑   L'ex presidente della Liguria Giovanni Toti verrà processato con giudizio immediato: il dibattimento inizierà il prossimo 5 novembre, su Il Post, 5 agosto 2024. URL consultato il 5 agosto 2024.
19. ↑   Liguria, Toti ha trovato l’accordo con la procura: vuole patteggiare due anni e un mese, su editorialedomani.it, Domani, 13 settembre 2024. URL consultato il 16 settembre 2024.
20. 1 2 3   Scadenziario dei principali adempimenti elettorali - elezioni elettorali 2024 (PDF), su Regione Liguria, 7 agosto 2024.
21. 1 2 3 4   Legge regionale 21 luglio 2020, n. 18 - Determinazione dei seggi del Consiglio regionale - Disposizioni in materia di elezione del Presidente della Giunta regionale e del Consiglio regionale Assemblea Legislativa della Liguria, su Banca Dati della Regione Liguria, Regione Liguria, 22 luglio 2020. URL consultato il 21 agosto 2024.
22. 1 2 3 4 5 6 7 8 9 10 11 12   Aurora Bottino, Elezioni regionali, ecco la guida al voto: tutto quello che c’è da sapere, su www.primocanale.it, Primocanale, 13 ottobre 2024. URL consultato il 13 ottobre 2024.
23. 1 2 3 4   Decreto del Presidente della Giunta Regionale 31/07/2024 n. 5127 - Determinazione dei seggi del Consiglio regionale - Assemblea Legislativa della Liguria e assegnazione alle singole circoscrizioni (art. 1 comma 2 - Legge Regionale 21 luglio 2020, n. 18) (PDF), su Bollettino Ufficiale della Regione Liguria, Regione Liguria, 14 agosto 2024. URL consultato il 21 agosto 2024.
24. ↑   Luca Pastorino, Regionali, come funziona il voto per i disabili. Il monito: "Garantire accessibilità ai seggi", su GenovaToday, 14 ottobre 2024. URL consultato il 14 ottobre 2024.
25. ↑   Regionali: Comune Genova sposta sedi di alcuni seggi, su ansa.it, ANSA, 7 settembre 2024. URL consultato l'8 settembre 2024.
26. ↑   Regionali: sono tre le sezioni elettorali che cambieranno sede, su GenovaToday, 7 settembre 2024. URL consultato l'8 settembre 2024.
27. ↑   Luca Pastorino, Elezioni regionali, Toti incontra Fratelli d'Italia. I nomi sul tavolo: "Decisione entro fine agosto", su GenovaToday, 7 agosto 2024. URL consultato il 7 agosto 2024.
28. ↑   Giampietro Stocco, Verso le elezioni in Liguria, trattative e schermaglie sui candidati, su rainews.it, TGR Liguria, 8 settembre 2024. URL consultato il 16 settembre 2024.
29. ↑   Regionali Liguria, Marco Bucci sarà il candidato del centrodestra, su tg24.sky.it, Sky TG24, 11 settembre 2024. URL consultato il 22 settembre 2024.
30. ↑   Valentina Bocchino, Regionali, il sindaco di Genova Marco Bucci è il candidato del centrodestra. Cosa succede in Comune, gli scenari, su GenovaToday, 11 settembre 2024. URL consultato l'11 settembre 2024.
31. 1 2   Carlo Canepa, Il sindaco di Genova ha «preso in giro» i suoi elettori, su Pagella Politica, 12 settembre 2024. URL consultato il 16 settembre 2024.
32. ↑   Dino Frambati, Il voto. “Liguria first”: cosa c'è in ballo nelle elezioni regionali più attese, su avvenire.it, Avvenire, 25 ottobre 2024. URL consultato il 26 ottobre 2024.
33. ↑   Elezioni regionali: da Orlando l'appello ai volontari, il centrodestra si allea con Bandecchi (Ap), su GenovaToday, 16 settembre 2024. URL consultato il 16 settembre 2024.
34. 1 2   Marco Lignana e Giada Lo Porto, Bucci porta due liste civiche, pronta la squadra di Orlando, su genova.repubblica.it, la Repubblica, 15 settembre 2024. URL consultato il 16 settembre 2024.
35. ↑   Regionali 2024, il Nuovo Psi a fianco di Bucci: "Dimostrerà di essere uno dei migliori governatori d'Italia", su ivg.it, 12 settembre 2024. URL consultato il 25 ottobre 2024.
36. ↑   Liguria, Marcucci (Libdem): sceglieremo sicuramente Bucci, su gazzettamatin.com, 25 ottobre 2024. URL consultato il 25 ottobre 2024.
37. ↑   Simone Galdi, La 'missione possibile' di Marattin: "Una politica nuova, con idee ma senza messia", su telenord.it, Telenord, 9 ottobre 2024. URL consultato il 25 ottobre 2024.
38. ↑   Emanuele Rossi, Centrodestra, Tajani lancia Carlo Bagnasco: “FI ha scelto: buon consenso nei sondaggi”, su ilsecoloxix.it, Il Secolo XIX, 6 agosto 2024. URL consultato il 7 agosto 2024.
39. ↑   Elezioni Liguria, la Lega propone uno dei due Piana come presidente, su genova.repubblica.it, la Repubblica, 7 agosto 2024. URL consultato il 7 agosto 2024.
40. 1 2 3 4 5   Il M5S ha accettato di sostenere Andrea Orlando in Liguria, su Il Post, 2 settembre 2024. URL consultato il 2 settembre 2024.
41. 1 2   Liguria. Campo largo vicino a un accordo su Orlando. Resta il nodo Renzi, su avvenire.it, Avvenire, 2 settembre 2024. URL consultato il 2 settembre 2024.
42. 1 2   Matteo Cantile, Regionali, centrodestra: dalla giungla dei veti incrociati potrebbe uscire Rixi, su telenord.it, Telenord, 3 settembre 2024. URL consultato il 3 settembre 2024.
43. ↑   Marco Toracca, Regionali in Liguria, Rixi: “Se lo chiede Meloni allora posso candidarmi”, su ilsecoloxix.it, Il Secolo XIX, 8 settembre 2024. URL consultato l'8 settembre 2024.
44. ↑   Marco Imarisio, Rixi: «Da Bucci grande coraggio, io sarò capolista della Lega. In Liguria non possiamo permetterci di perdere», su corriere.it, Corriere della Sera, 12 settembre 2024. URL consultato il 16 settembre 2024.
45. ↑   Stefano Iannaccone, Liguria, Orlando costruisce il campo largo, ore decisive per l'alleanza, su editorialedomani.it, Domani, 23 agosto 2024. URL consultato il 24 agosto 2024.
46. ↑   Regionali, Ferruccio Sansa in campo con la lista di Alleanza Verdi Sinistra: "Me lo avete chiesto voi", su IVG.it, 24 settembre 2024. URL consultato il 24 settembre 2024.
47. 1 2   Spezia al voto: elezioni in Liguria, nove candidati si battono per la presidenza, su lanazione.it, La Nazione, 27 ottobre 2024. URL consultato il 28 ottobre 2024.
48. ↑   Giorgia Fabiocchi, Regionali, ultime ore per le liste: nomi a sorpresa per Orlando, su primocanale.it, Primocanale, 26 settembre 2024. URL consultato il 26 settembre 2024.
49. ↑   Volt, partito paneuropeo, progressista e ambientalista, appoggia Orlando e incontra i candidati, su GenovaToday, 18 ottobre 2024. URL consultato il 18 ottobre 2024.
50. ↑   Elezioni Liguria, nasce la seconda lista centrista per Orlando. Dentro Italia Viva, Psi e +Europa: “Peccato che Azione non abbia voluto stare con noi”, su genova.repubblica.it, la Repubblica, 22 settembre 2024. URL consultato il 22 settembre 2024.
51. 1 2 3   Annalisa Cangemi, Elezioni regionali Liguria, la sfida di Orlando: “Meno risorse a sanità privata, investiamo sui medici”, su Fanpage.it, 28 settembre 2024. URL consultato il 28 settembre 2024.
52. ↑   Liguria, Azione vs Iv: un nuovo caso complica la convivenza (difficile) tra centristi nel campo largo, su genova.repubblica.it, la Repubblica, 24 settembre 2024. URL consultato il 24 settembre 2024.
53. ↑   Iv non partecipa alle elezioni in Liguria, dà libertà di voto, su ansa.it, ANSA, 27 settembre 2024. URL consultato il 27 settembre 2024.
54. ↑   Regionali in Liguria, strappo di Italia viva: «Non partecipiamo alle elezioni». L'appello di Orlando:«Unità», su corriere.it, Corriere della Sera, 27 settembre 2024. URL consultato il 27 settembre 2024.
55. ↑   Matteo Cantile, Regionali, Conte e Schlein mettono Italia Viva fuori dal campo largo: Orlando è furibondo, su telenord.it, Telenord, 28 settembre 2024. URL consultato il 28 settembre 2024.
56. ↑   Italia Viva e +Europa non parteciperanno alle elezioni regionali in Liguria, su Il Post, 28 settembre 2024. URL consultato il 28 settembre 2024.
57. ↑   Elezioni, Pirondini: "Io disponibile per le regionali", su primocanale.it, Primocanale, 22 agosto 2024. URL consultato il 2 settembre 2024.
58. ↑   Uniti per la Costituzione candida Nicola Morra in Liguria, su ansa.it, ANSA, 22 agosto 2024. URL consultato il 22 agosto 2024.
59. ↑   Beatrice D'Oria, Regionali in Liguria: Francesco Toscano candidato per Democrazia sovrana popolare, su ilsecoloxix.it, Il Secolo XIX, 30 agosto 2024. URL consultato il 1º settembre 2024.
60. ↑   Elezioni Liguria: Pci e Potere al Popolo si presenteranno insieme, ma non nel campo largo, su GenovaToday, 29 agosto 2024. URL consultato il 1º settembre 2024.
61. ↑   Regionali, c'è anche Rifondazione Comunista: "Per una lista unitaria di sinistra", su GenovaToday, 29 settembre 2024. URL consultato il 1º settembre 2024.
62. ↑   Liguria: Pci, Prc e Pp candidano Nicola Rollando, su ansa.it, ANSA, 10 settembre 2024. URL consultato il 10 settembre 2024.
63. ↑   Regionali: Nicola Rollando candidato presidente per Pci, Rifondazione e Potere al Popolo, su telenord.it, Telenord, 10 settembre 2024. URL consultato l'11 settembre 2024.
64. ↑   Chiavari: l'ex ministro Castelli presenta il Partito popolare, su levantenews.it, 6 agosto 2024. URL consultato il 10 agosto 2024.
65. ↑   Simone Rosellini, Roberto Castelli lancia il Partito Popolare del Nord alle regionali in Liguria, su ilsecoloxix.it, Il Secolo XIX, 10 agosto 2024. URL consultato il 10 agosto 2024.
66. ↑   Val d'Aveto: Maria Antonietta Cella candidata presidente, su LevanteNews, 12 settembre 2024. URL consultato il 20 settembre 2024.
67. ↑   Regionali, c'è anche il Partito Popolare del Nord: Cella presidente e Castelli capolista, su GenovaToday, 29 settembre 2024. URL consultato il 5 ottobre 2024.
68. ↑   Mario De Fazio, L'annuncio di Alemanno: “Ci sarà una lista sovranista alle regionali, il centrodestra in Liguria ha fallito”, su ilsecoloxix.it, Il Secolo XIX, 22 agosto 2024. URL consultato il 22 agosto 2024.
69. ↑   Luca Pastorino, Regionali, ufficiale un altro candidato presidente: Alemanno punta su Rosson, su GenovaToday, 15 settembre 2024. URL consultato il 16 settembre 2024.
70. 1 2   Simone Gorla, Elezioni regionali, ecco chi sono i candidati alla presidenza, su Rai News, TGR Liguria, 29 settembre 2024. URL consultato il 29 settembre 2024.
71. 1 2   Giacomo Lippi, Regionali Liguria 2024, non è soltanto Bucci contro Orlando. Tutti i nomi in lizza, su quotidiano.net, Quotidiano Nazionale, 27 ottobre 2024. URL consultato il 28 ottobre 2024.
72. ↑   Regionali, un nuovo candidato: è Angelo Riccobaldi per Forza Nuova, su GenovaToday, 9 settembre 2024. URL consultato l'11 settembre 2024.
73. ↑   Stefano Rissetto, Regionali: 9 candidati presidente, il sorteggio manda Bucci e Orlando in fondo alla scheda, su telenord.it, Telenord, 3 ottobre 2024. URL consultato il 5 ottobre 2024.
74. ↑   Giulia Merlo, Vannacci guarda già oltre la Lega: Forza nuova lo tenta, su editorialedomani.it, Domani, 6 agosto 2024. URL consultato il 7 agosto 2024.
75. ↑   Simone Canettieri, "Organizzo la Pontida di Vannacci: la Lega di Salvini non la vota più nessuno", su ilfoglio.it, Il Foglio, 13 agosto 2024. URL consultato il 13 agosto 2024.
76. ↑   Liguria, elezioni: Vannacci sta per lanciare il suo partito e non raccoglie l'invito di Forza Nuova a candidarsi presidente, su telenord.it, Telenord, 13 agosto 2024. URL consultato il 13 agosto 2024.
77. ↑   Nando Pagnoncelli, Sondaggio sulle elezioni in Liguria: Bucci al 49% davanti a Orlando (46). Il Pd primo, poi FdI, su corriere.it, Corriere della Sera, 11 ottobre 2024. URL consultato il 13 ottobre 2024.
78. ↑   Tutta la Liguria a testa alta - Orlando Presidente (PDF), su orlandopresidente.it, 7 ottobre 2024. URL consultato il 7 ottobre 2024.
79. ↑   Giorgia Fabiocchi, Regionali, ecco il programma di Orlando: sanità, lavoro, scuola, cultura, su primocanale.it, Primocanale, 7 ottobre 2024. URL consultato il 7 ottobre 2024.
80. ↑   Bucci Presidente - Al lavoro per la Liguria (PDF), su buccipresidente.it, 9 ottobre 2024. URL consultato il 12 ottobre 2024.
81. ↑   Paolo Bertuccio, Il programma di Bucci: "Regione autonoma, un porto unico, telemedicina in farmacia", in TGR Liguria, Rai News, 9 ottobre 2024. URL consultato il 12 ottobre 2024.
82. ↑   Fabio Canessa, Regionali, su Genova24 il primo dibattito tra candidati alla presidenza: ecco cosa hanno detto, su Genova24, 8 ottobre 2024. URL consultato l'8 ottobre 2024.
83. ↑   Emanuele Rossi, Giovani, sanità e bambini: i candidati alla presidenza della Liguria parlano di famiglia al confronto organizzato dalla Curia, su ilsecoloxix.it, Il Secolo XIX, 14 ottobre 2024. URL consultato il 14 ottobre 2024.
84. ↑   Simone Galdi, Regionali, confronto a Telenord tra i nove candidati: vince il fair-play, su telenord.it, Telenord, 15 ottobre 2024. URL consultato il 19 ottobre 2024.
85. ↑   Elezioni in Liguria, il confronto tra i candidati organizzato dal Secolo XIX, su ilsecoloxix.it, Il Secolo XIX, 22 ottobre 2024. URL consultato il 22 ottobre 2024.
86. ↑   Elezioni regionali Liguria - Confronto tra candidati a presidente della Regione del 24 ottobre 2024, su raiplay.it, RaiPlay, 24 ottobre 2024. URL consultato il 27 ottobre 2024.
87. ↑   Voto in Liguria, sfida per la poltrona di presidente tra Bucci e Orlando dopo la stagione dei veleni, su rainews.it, Rai News, 28 ottobre 2024. URL consultato il 28 ottobre 2024.
88. ↑   Lorenzo De Cicco, Liguria, sfida sul filo. Affluenza in calo in tutte le province, su repubblica.it, la Repubblica, 28 ottobre 2024. URL consultato il 28 ottobre 2024.
89. ↑   Ministero dell'interno, Votanti Regionali Liguria, su elezioni.interno.gov.it.
90. ↑   Andrea Popolano, Conferme e new entry: ecco il nuovo consiglio regionale della Liguria, su primocanale.it, Primocanale, 29 ottobre 2024. URL consultato il 24 novembre 2024.
91. ↑   Emanuele Rossi, Eletti e no nel Consiglio regionale della Liguria, su ilsecoloxix.it, Il Secolo XIX, 30 ottobre 2024. URL consultato il 24 novembre 2024.
92. ↑   Valentina Bocchino, Consiglio regionale, chi entra al posto degli assessori: la nuova composizione, su GenovaToday, 22 novembre 2024. URL consultato il 24 novembre 2024.